# Heteronymphon profundum
Heteronymphon profundum is een zeespin uit de familie Nymphonidae. De soort behoort tot het geslacht Heteronymphon. Heteronymphon profundum werd in 1956 voor het eerst wetenschappelijk beschreven door Turpaeva. 